# Black Friday
För andra betydelser, se Black Friday (olika betydelser).
Black Friday (svenska: svart fredag) kallas i USA den dag som infaller dagen efter Thanksgiving, som är den fjärde torsdagen i november. Black Friday är därför fredagen som infaller under perioden 23-29 november. Dagen är globalt känd som en rea-handelsdag som inleder julhandeln i många länder.

## Black Friday i USA
Black Friday är USA:s största shopping- och readag. Tillsammans med Cyber Monday tre dagar senare markerar det starten på julhandeln och många amerikaner börjar juldekorera och shoppa. Många besöker föräldrar eller andra släktingar under Thanksgiving, vilket ofta innebär en resa, och de arbetar därför inte på fredagen, utan kan till exempel ägna sig åt shopping. Ett antal amerikanska webbutiker erbjuder billigare varor denna dag och riktar sig då även till kunder utanför USA. Många butiker öppnar tidigt, vissa redan vid midnatt, andra klockan 5 eller 7 på morgonen, och stänger sent, till exempel vid 23-tiden.
Trots att Black Friday inte är någon officiellt ledig dag i USA är alla skolor och många arbetsplatser stängda, för att möjliggöra en fyra dagars lång ledighet med Black Friday som så kallad klämdag.

### Ursprung
Namnet härstammar ursprungligen från Philadelphia någon gång före 1961, där det beskrev den stora trafik- och fotgängarökningen som kom dagen efter Thanksgiving. Uttrycket började spridas utanför Philadelphia 1975 och är nu en allmän benämning i USA för denna dag.
En annan senare uttolkning är att det är denna tidpunkt på året då affärer och företag normalt är "back in black", när man i bokföringen kan se att året kommer att gå med vinst och inte ge "röda siffror", men detta är förmodligen en "rebranding" för att ge namnet mer positiva associationer.

## Black Friday i Norden
Traditionen har tidigare inte haft något fäste i Sverige, men 2013 uppmärksammade flera svenska butikskedjor och e-handelsföretag dagen med specialerbjudanden. Inför Black Friday 2014 hade över 45 butiker meddelat att de skulle ha erbjudanden. En betalningsleverantörs preliminära siffror visade på ökad näthandel med 50 procent jämfört med samma dag föregående år. Ökningen var större hos butiker som erbjöd rabatter.
Den uppmärksamhet som Black Friday fick i Sverige under 2013 resulterade i att försäljningen för näthandeln ökade med 100 procent jämfört med en vanlig fredag. Det som handlades mest i Sverige under Black Friday var böcker, datorspel och filmer. I Finland ökade näthandelsförsäljningen med 258 procent jämfört med en vanlig fredag och i Norge var motsvarande ökning 143 procent.
I Sverige har Black Friday under 2010-talet utökats till Black Weekend, Black Week och i viss mån Black Month. Konsumentverket varnar för att det kan bli en ekonomisk fälla för kunder som lockas till impulsköp och inte kontrollerar det finstilta i villkoren, såsom den effektiva räntan vid kreditköp.
Black Friday kan även sägas vara startskottet för julhandeln. Enligt en undersökning gjord av arbetsgivarorganisationen Svensk Handel uppgav 56 procent av de tillfrågade att de planerade att handla i samband med Black Week och Black Friday 2021. Knappt två tredjedelar av dessa svarade också att de skulle köpa julklappar – vilket innebär att mer än var tredje svensk köpte julklappar i samband med Black Friday.